# Purcnerova 64
Měšťanský dům se nachází v ulici Purcnerova čp. 64 v Moravských Budějovicích v okrese Třebíč a je chráněnou kulturní památkou.

## Historie
Měšťanský dům je situován v Purcnerově ulici naproti masných krámů a při dřívější jižní městské bráně. Dům byl postaven na počátku 17. století v pozdně renezančním stylu a v 18. století byl barokně přestaven.

## Popis
Měšťanský dům je jednopatrová stavba postavena na půdorysu obdélníku zastřešena sedlovou střechou. Směrem do dvora je vysunuté krátké křídlo s navazujícími novodobými přístavky, které nejsou součástí kulturní památky. Křídlo je kryté polovalbovou střechou. Na jižní straně dvora je zeď a na východní straně jsou dvě v pravém úhlu na sebe navazující přestavěné hospodářské budovy, které také nejsou součástí kulturní památky.
Fasáda domu je členěna lizénovými rámy, okenními osami a hlavní profilovanou římsou. V přízemí jsou tři pravoúhlá okna, výkladec a vchod, portál (vjezd) a dvě okna. Portál s patníky je segmentově zaklenut s profilovanou archivoltou. V patře je pět okenních os (2+1+2), pravoúhlá okna jsou vsazena do líce zdiva. Jižní štítové průčelí je členěno nárožními pilastry, kordonovou římsou a hlavní bohatě profilovanou římsou. V přízemí je jedno pravoúhlé okno vsazené do líce zdiva a prolomený pravoúhlý vchod (asymetricky umístěný). V patře jsou tři pravoúhlá okna vsazená do líce zdiva. Nad hlavní římsou je barokní dvouetážový volutový štít, v jehož ose je pravoúhlé okno v šambráně.
Přízemí domu je zaklenuto valenými klenbami, v patře jsou ploché stropy.